# Département de Tercero Arriba
Le département de Tercero Arriba est une des 26 subdivisions de la province de Córdoba, en Argentine. Son chef-lieu est la ville de Oliva.
Le département a une superficie de 5 187 km2. Sa population s'élevait à 107 460 habitants au recensement de 2001.

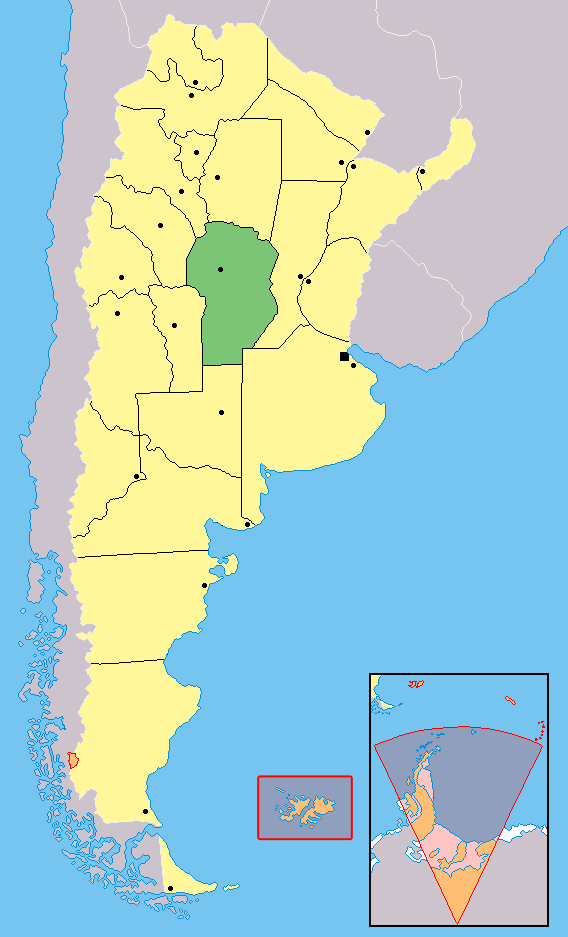
Localisation de la province de Córdoba en Argentine.